# Oasis (ban nhạc)
Oasis là ban nhạc rock của Anh được thành lập tại thành phố Manchester vào năm 1991. Ban đầu dưới nghệ danh The Rain, ban nhạc được xây dựng từ 4 thành viên là Liam Gallagher (hát chính và sắc-xô), Paul "Bonehead" Arthurs (guitar), Paul "Guigsy" McGuigan (bass) và Tony McCarroll (trống, định âm), rồi kết nạp thêm người anh trai của Liam là Noel Gallagher (lead guitar và hát).
Dưới vai trò thủ lĩnh của Noel Gallagher, Oasis ký hợp đồng tự do với Creation Records và sản xuất album đầu tay Definitely Maybe vào năm 1994. Chỉ 1 năm sau, họ cho phát hành album nổi tiếng (What's the Story) Morning Glory? (1995) với tay trống mới Alan White, chính thức tạo nên dòng nhạc Britpop cạnh tranh trực tiếp với ban nhạc Blur tại các bảng xếp hạng. Anh em nhà Gallagher từ đó cũng xuất hiện thường xuyên tại các báo lá cải vì những tranh chấp gia đình và lối sống khá buông thả. Năm 1997, họ cho ra mắt album thứ 3, Be Here Now, và cho dù đây là album bán chạy nhất trong lịch sử âm nhạc Anh thì chẳng bao lâu sau công chúng đã không còn quan tâm tới nó. Paul McGuigan và Paul Arthurs rời nhóm khi họ đang thu âm và phát hành Standing on the Shoulder of Giants vào năm 2000. Gem Archer và Andy Bell gia nhập nhóm khi ban nhạc đi lưu diễn quảng bá album, và họ có được vài thành công nhất định. Album thứ năm của họ, Heathen Chemistry (2002), cho thấy sự sáng tạo lớn của Noel Gallagher và các thành viên khác khi tất cả đều cùng sáng tác ca khúc, góp phần tạo nên một bản thu rất dễ chịu. Năm 2004, tay trống của The Who, Zak Starkey, gia nhập nhóm để thay thế White và ban nhạc đã có tiếp thành công với Don't Believe the Truth (2005).
Starkey rời nhóm trong quá trình thực hiện Dig Out Your Soul vào năm 2008 và anh được thay thế bằng Chris Sharrock trong tour diễn gần đây nhất của Oasis. Trong quá trình đi lưu diễn, căng thẳng đã diễn ra giữa 2 anh em Gallagher khi Noel tuyên bố vào tháng 8 năm 2009 rằng anh sẽ rời nhóm vì chuyện cãi nhau với Liam trước lần xuất hiện tại festival âm nhạc. Ban nhạc hiện tại, dưới sự dẫn dắt của Liam Gallagher, tuyên bố tiếp tục hoạt động dưới nghệ danh Beady Eye, trong khi Noel bắt đầu tham gia sản xuất dự án solo Noel Gallagher's High Flying Birds.
Ban nhạc có tổng cộng 8 đĩa đơn cũng như 8 album quán quân tại Anh, giành tới 15 giải NME Awards, 9 Q Awards, 4 MTV Europe Music Awards và 6 Brit Awards, trong đó có 1 giải Cống hiến năm 2007 và 1 giải cho "Album xuất sắc nhất trong vòng 30 trở lại" bình chọn bởi thính giả đài BBC Radio 2. Oasis cũng từng có 3 đề cử giải Grammy. Tính tới năm 2009, họ đã bán được tổng cộng 70 triệu đĩa nhạc. Ban nhạc cũng được Sách Kỷ lục Guinness ghi nhận vào năm 2010 cho "Ban nhạc có chuỗi hit top 10 lớn nhất tại UK Chart" khi họ có liên tục 22 ca khúc top 10 tại đây. Họ cũng được công nhận là ban nhạc thành công nhất của Anh giai đoạn 1995-2005 khi có tổng cộng 765 tuần trong top 75 tại các bảng xếp hạng album và đĩa đơn.

## Danh sách thành viên
| Đội hình cuối cùng - Liam Gallagher – hát chính, sắc-xô (1991–2009). - Noel Gallagher – hát chính, hát bè, bass, keyboard (1991–2009). - Gem Archer – guitar nền, bass, harmonica (1999–2009). - Andy Bell – bass, guitar nền (1999–2009). - Chris Sharrock – trống (2008–2009). | Cựu thành viên - Paul "Bonehead" Arthurs – guitar nền, guitar acoustic, piano (1991–1999). - Paul "Guigsy" McGuigan – bass (1991–1999). - Tony McCarroll – trống (1991–1995). - Alan White – trống, định âm (1995–2004). - Zak Starkey – trống (2004–2008). |

## Danh sách đĩa nhạc
Album phòng thu
- Definitely Maybe (1994)
- (What's the Story) Morning Glory? (1995)
- Be Here Now (1997)
- Standing on the Shoulder of Giants (2000)
- Heathen Chemistry (2002)
- Don't Believe the Truth (2005)
- Dig Out Your Soul (2008)